# Gornja Rijeka
Gornja Rijeka es un municipio de Croacia situado en el condado de Koprivnica-Križevci. Según el censo de 2021, tiene una población de 1559 habitantes.

## Demografía
En el censo de 2011, el total de población del municipio fue de 1779 habitantes, distribuidos en las siguientes localidades:
- Barlabaševec -  19
- Deklešanec -  136
- Donja Rijeka -  218
- Dropkovec -  172
- Fajerovec - 76
- Fodrovec Riječki - 61
- Gornja Rijeka - 340
- Kolarec - 148
- Kostanjevec Riječki - 267
- Lukačevec - 23
- Nemčevec - 18
- Pofuki - 185
- Štrigovec - 37
- Vukšinec Riječki - 79

| Gráfica de población de Gornja Rijeka 1857-2021                    |
|                                                                    |
| Según los censos de población de la Oficina de Estadísticas Croata |